# Johann Ludwig Krebs
Johann Ludwig Krebs, född (döpt den 12 oktober) 1713 i Buttelstedt, död den 1 januari 1780 i Altenburg, var en tysk tonsättare. 
Krebs studerade vid Thomasskolan i Leipzig, där han i nio års tid njöt undervisning av Johann Sebastian Bach, vilken skattade honom som en bland sina bästa elever. Han studerade filosofi i Leipzig, blev därefter organist i Zwickau, i Zeitz samt slutligen hovorganist i Altenburg. Hans klaverspel var vida berömt. Krebs komponerade fugor, klaveretyder, sviter för klaver, sonater för klaver och flöjt samt flöjttrior med mera.